# Zone frontalière de la Russie

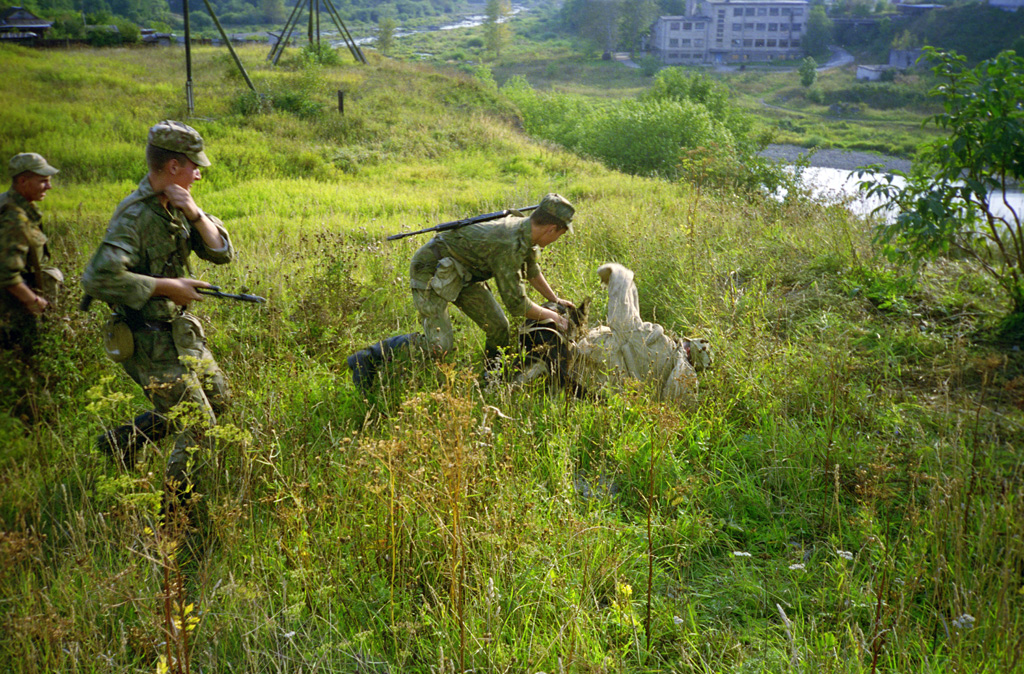
Exercice de capture de clandestins à la frontière de la Russie

La zone frontalière de la Russie (en russe : Пограничная зона, acronyme : погранзона, pogranzona) est une bande de terre tracée le long de la frontière de la fédération de Russie où la libre circulation des personnes et l'exercice d'activités économiques sont limités. En général, ces zones sont installées aux frontières avec des États ennemis ou des territoires d'États inamicaux. Le but est de faciliter les recherches de personnes indésirables sur un territoire ou d'éviter l'accès de saboteurs. L'existence de cette zone peut toutefois subsister longtemps après la normalisation des relations entre États voisins.

## Autres zones interdites

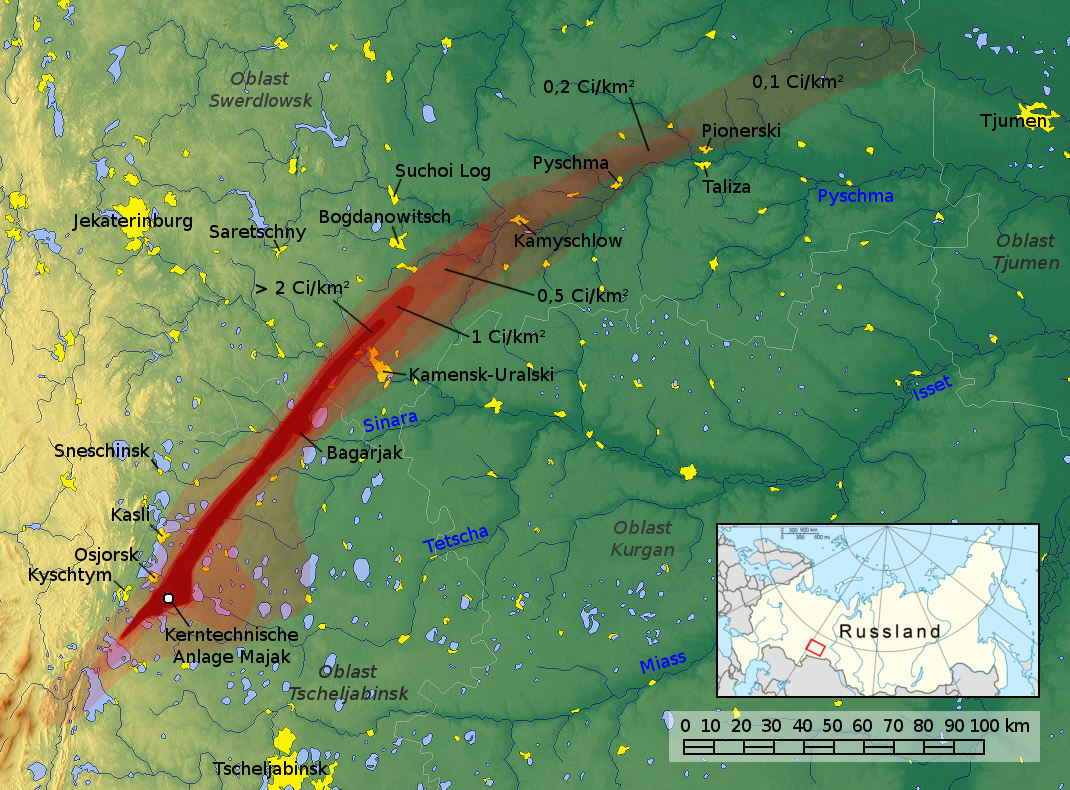
Zone contaminée par la catastrophe nucléaire de Kychtym en 1957.

Il ne faut pas confondre ces zones avec les villes fermées qui existaient dans l'ancienne Union soviétique et existent encore en Russie, et qui doivent ce statut à leurs liens avec le complexe militaro-industriel, comme la ville de Seversk.
Ou encore, avec des zones d'exclusion nucléaire à la suite de retombées radioactives telles qu'elles existent en Biélorussie par exemple après la catastrophe nucléaire de Tchernobyl en Ukraine ou ont existé dans la zone de la catastrophe nucléaire de Kychtym. Il existe également des zones de réserves continentales concernant le patrimoine à préserver ou des zones de réserves ethniques concernant des populations à protéger ou des parcs nationaux dont l'accès est limité ou fermé ainsi que des entités territoriales autonomes, où des permis spéciaux sont exigés.

## Pratique internationale
La pratique de création de zones frontalières spéciales existe ailleurs qu'en Russie, aussi bien dans les pays développés que dans les pays en voie de développement.

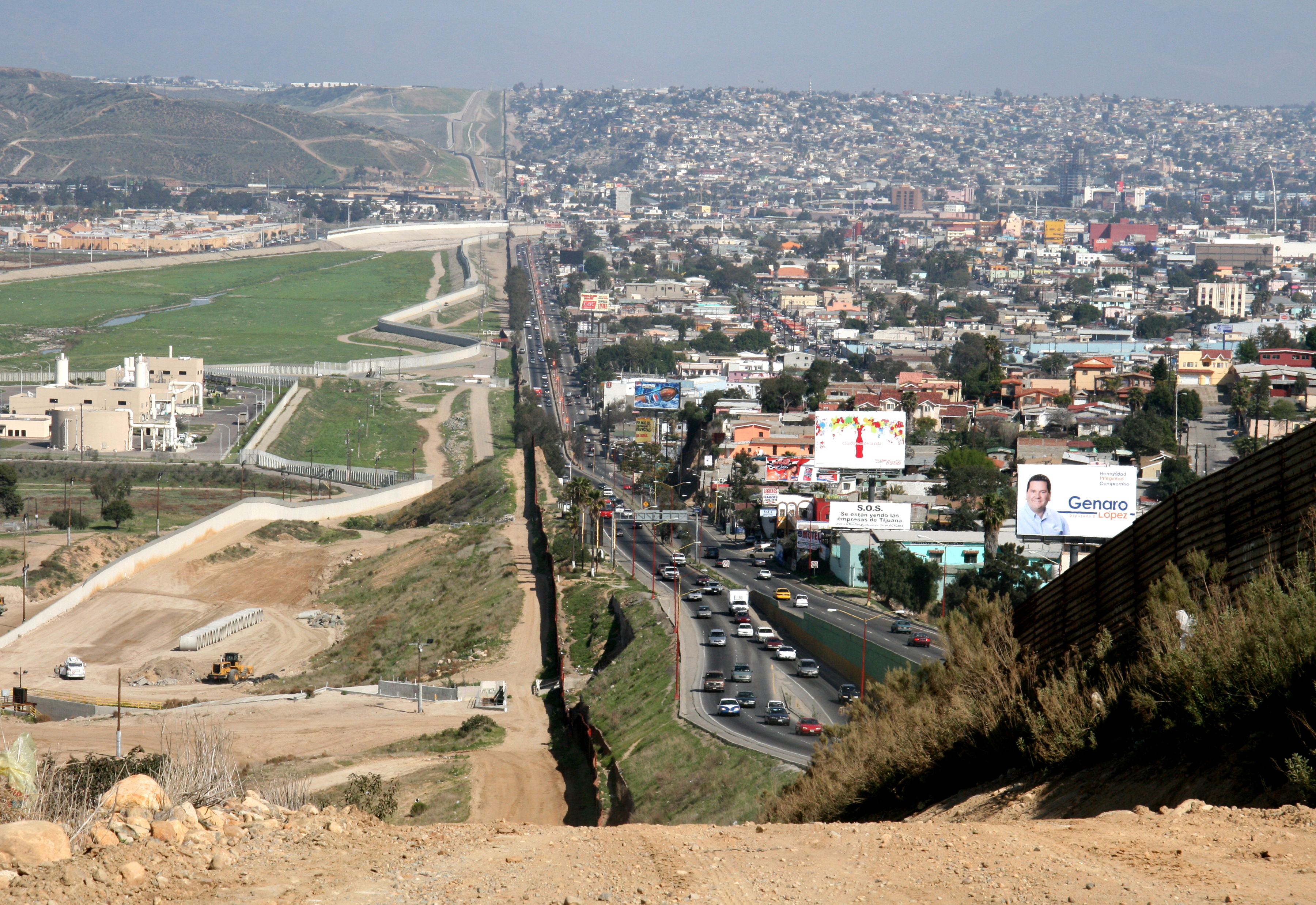
Barrière de séparation entre le Mexique et les USA à Tijuana

Actuellement de nombreux pays européens, ainsi que les États-Unis et le Canada ont aboli la pratique de restriction d'accès pour les étrangers et les citoyens aux zones frontalières du pays qui est liée à l'existence de régimes sans visas à long terme entre les pays concernés. 
Une zone frontière existe encore à Chypre, le long de la ligne de démarcation, sous le nom de ligne verte, qui sépare les communautés grecques et turques de l'île en partie par un mur.
Il existe également une telle zone à la frontière entre la Finlande et la Russie, qui peut atteindre, selon la loi finlandaise, 4 kilomètres de la frontière sur l'eau (cette zone existe dans le golfe de Finlande) et 3 kilomètres sur terre (en pratique cette dimension sur terre varie de 400 mètres à 2,5 kilomètres).
Les zones frontières de certains États sont équipées d'infrastructures construites telles que la Barrière États-Unis-Mexique, la Barrière de séparation israélienne entre l'État de Palestine et l'État d'Israël.

## La zone des frontières à l'époque de l'URSS
La zone frontalière existait en URSS avec son régime particulier depuis 1934.
Dans les années 1970, la zone frontalière de l'URSS représentait de vastes territoires de l'Extrême-Orient russe : le kraï du Primorié, l'oblast de Sakhaline, le Kamtchatka, l'oblast de Magadan, la Péninsule tchouktche, toute la côte nord face à l'Arctique (en ce compris des villes telles que Norilsk, éloignées des côtes), la large façade des frontières de l'ouest (comprenant par exemple, Kronstadt, Sébastopol, les îles de Hiiumaa et de Saaremaa (avant qu'elles fassent partie de l'Estonie indépendante en 1991); en Asie centrale, toute la région autonome du Haut-Badakhchan, (avant qu'elle ne devienne province du Tadjikistan); la plus grande partie du territoire de la Kirghizie ; à la frontière sud de la Sibérie (par exemple la plus grande partie de Touva république de la fédération de Russie).

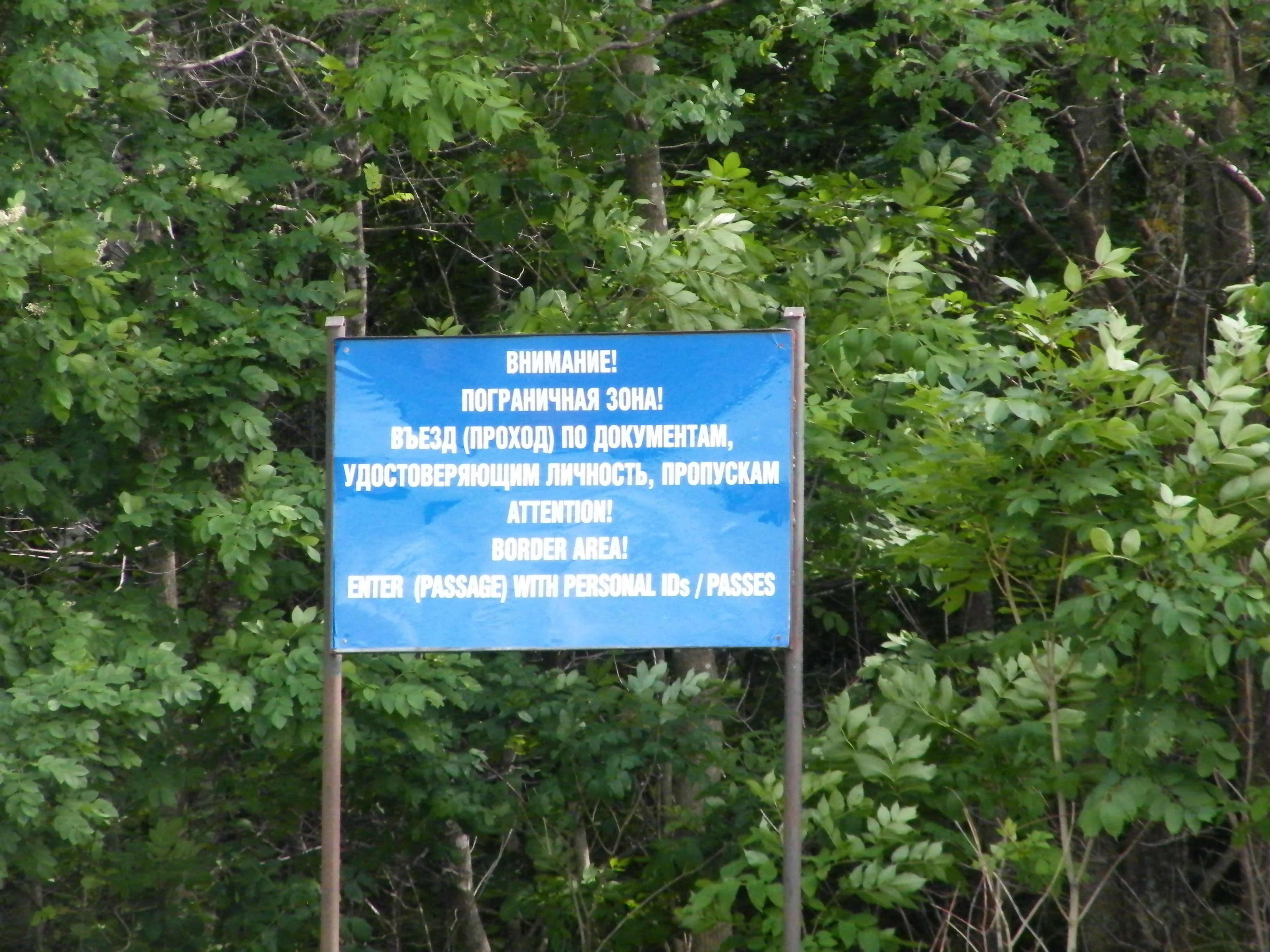
Panneau devant une zone frontière entre les villages de Bytchika (kraï de Khabarovsk) et Kazakevitchevo (raïon de Khabarovsk).

Pour accéder à ces territoires, les citoyens de l'ex-URSS devaient obligatoirement obtenir un laissez-passer. Celui-ci pouvait être obtenu auprès du poste de police local de son lieu d'habitation sur présentation des documents suivants : un certificat de voyage consistant pour les voyages d'affaires en une invitation. De même pour les visites de la famille ou d'amis vivant en zone frontière. Pour les groupes de touristes enregistrés, qui sont les seuls groupes admis dans les zones frontières, : un itinéraire certifié. Pour les personnes qui résidaient en permanence dans les zones de frontières (elles avaient un passeport marqué d'un cachet avec les lettres ЗП (acronyme de «зона пограничная», signifiant : zone des frontières) il ne leur était pas demandé de laissez-passer pour la zone où elles habitaient mais seulement pour accéder à d'autres zones de frontières. Sans laissez-passer, il n'était pas possible d'acheter un billet d'avion ou d'autocar même dans la zone des frontières où ils habitaient. À l'entrée de la zone, que ce soit en autobus ou en véhicule particulier la production de tous les documents était exigée.
Conformément à la décision du Conseil des ministres de l'URSS du 17 février 1983 intitulée : « Sur les mesures destinées à assurer la mise en application de la loi sur les frontières d'État de l'URSS » des mesures sont prises pour lever les restrictions à la communication entre les personnes et au développement économique dans la zone de frontières. Celle-ci représente une partie importante du pays en surface (plus de 364 000 km² soit environ 16,5% du total du territoire de l'État). Le Conseil des ministres constate que des mesures existent dans la zone de frontière qui ralentissent la croissance économique, qui limitent les droits des citoyens soviétiques, qui entravent la communication entre les personnes. Des dispositions s'imposent selon ce Conseil, qui feront disparaître ces mesures.
Le KGB, conformément à la demande du 24 janvier 1989 faite en vue de la mise en œuvre par l'URSS des obligations découlant des accords de Vienne du 12 juin 1989 (N P - 13752), en concertation avec le Conseil des ministres des républiques fédérées, avec le Ministère de l'Intérieur, le Ministère des Affaires étrangères, le Ministère de la Défense nationale, le Ministère de la Justice et le Procureur de l'URSS a préparé des propositions relatives à la réduction de la zone de frontière. Des résolutions sont adoptées le 27 novembre 1990 par le Conseil des Ministres « Sur les modifications et les compléments à la décision du Conseil des ministres 17 février 1983 » et « Sur les mesures en vue de respecter les lois de l'URSS à la frontière de l'État ». Ces résolutions ont supprimé la zone frontière avec les pays du camp socialiste.

## Histoire de la zone frontière en Russie

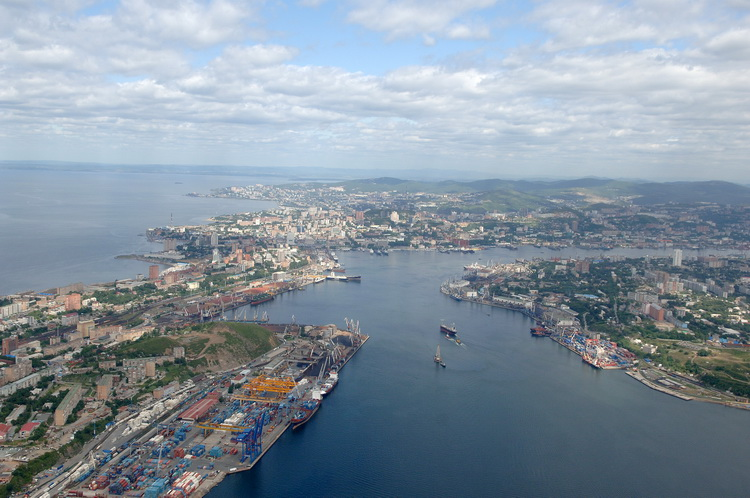
Panorama de Vladivostok

En mai-juin 1991, quelques zones de frontière sont ouvertes à la libre circulation en Russie, comme la zone de Vladivostok, celle du kraï du Primorié, de Kronstadt, du Kamtchatka, de l'oblast de Sakhaline. Cependant, la zone de frontière avec d'autres régions (comme la Finlande), non seulement n'est pas supprimée, mais leurs limites et leur régime ne sont ni adoucis ni réduits en surface. 
Le premier avril 1993, est adoptée la loi sur les frontières de l'État, qui modifie la signification même de « zone de frontière ». La bande frontalière qui longe toute la fédération de Russie voit sa largeur fixée à 5 kilomètres maximum. Sur la largeur de cette bande l'accès des personnes peut être limité. De plus l'activité économique y est interdite sans l'accord du FSB (ФСБ) (Service fédéral de sécurité de la fédération de Russie). En pratique, la partie de la Russie d'accès interdit diminue du fait de l'entrée en vigueur de la loi. Elle comprend des villes et villages militaires, mais aussi des îles éloignées comme les îles Kouriles et les îles du Commandeur. Toutefois, à la zone de Vyborg (oblast de Léningrad, à la frontière finlandaise), la dimension de la bande frontalière a été conservée et se trouve à 70 kilomètres de la ligne de frontière. Mais le point de contrôle du passage (acronyme : « КПП ») de Vyborg a été démantelé.

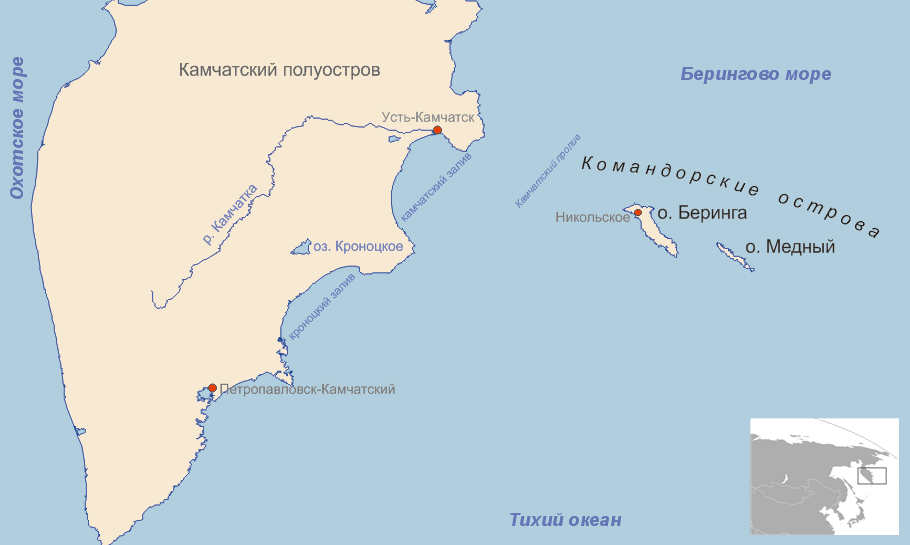
Îles du Commandeur à l'est du Kamtchatka.

La loi de 1993 présentait de grands dangers, en laissant la zone de frontière de la compétence à la fois des agences des frontières fédérales et des pouvoirs locaux, ratifiant ainsi une responsabilité partagée. Le cas le plus flagrant étant celui du président de la Iakoutie qui établit une zone de frontière de 2200 kilomètres.
En 2004, le président Vladimir Poutine participe personnellement et à l'improviste à une réunion du collège du Service fédéral de sécurité de la fédération de Russie pour la zone du nord-ouest, et donne l'instruction de retirer Vyborg de la zone de frontière. Cette instruction fut mise en application en quelques semaines (pratiquement mais pas juridiquement, la zone de frontière subsistant en droit). Par la suite, le poste frontière pour les mouvements de la Russie vers l'Europe, devint le premier à se trouver à 10 kilomètres de la frontière seulement et plus à 40-70 kilomètres comme précédemment. Toutefois en 2009 les postes frontières arrière de Vyborg furent restaurés.
En 2004, la Douma a modifié la loi sur la zone de frontière. La référence à la limite de 5 kilomètres a été supprimée et le FSB (Service fédéral de sécurité de la fédération de Russie) avait ainsi le droit de fixer lui-même la limite et les règles de passage dans les zones de frontière sans l'accord du législateur fédéral et des pouvoirs locaux, ce qui n'a pas manque d'inquiéter, à juste titre, de nombreux observateurs. C'est le directeur du FSB, N. Patrouchev qui signa les premiers décrets sur des modifications de la zone à la suite de cette loi de 2004. Les limites de la zone sont fixées tout le long des frontières de la fédération de Russie à l'exception de celles avec la Biélorussie. Dans de nombreux cas, surtout dans les régions de l'est et du nord, la zone de frontière comprend des zones distantes de plus de 5 kilomètres et qui vont jusqu'à deux cents kilomètres à l'intérieur des frontières. De nombreuses zones traditionnelles de vacances et de loisirs sont ainsi incluses dans la zone des frontières. Comme dans l'oblast de Léningrad, en république de Carélie, dans le kraï du Primorié, dans le Caucase et la région proche de l'Elbrouz. Également des zones de communications importantes (autoroute de Saint-Pétersbourg à Sortavala ou de Saint-Pétersbourg à Mourmansk), des grandes villes (Orsk, Novotroïtsk), et encore des territoires non contigus à la frontière de l'État (côte de Ter, dans la mer Blanche). En novembre 2006, le FSB publie un décret « Sur la ratification des règles de fixation des zones de frontière », suivant lequel l'obtention d'un laissez-passer ne dépend plus des autorités du lieu de résidence (comme à l'époque de l'URSS), mais des autorités du FSB qui ont l'autorité sur la zone de frontière concernée. 
En 2007, le Service fédéral de sécurité de la fédération de Russie modifia les dimensions des zones de frontières, en supprimant les excès les plus flagrants. Ainsi pour la première fois dans l'histoire de Russie, la rive nord du lac Ladoga fut déclarée libérée de son statut de zone de frontière. De même pour d'autres territoires importants de la république de Carélie.
Au début de l'année 2009, une zone frontalière a été rétablie entre l'Europe et la Russie qui est réglementée de manière "soviétique". Elle est destinée à protéger les zones déclarées dangereuses, du fait de l'immigration ou du terrorisme. Il en va de même dans le Caucase et le long des frontières avec la Chine. En 2013, le décret FSB № 515 est entré en vigueur, qui exige un permis pour les citoyens de la fédération de Russie pour visiter la zone frontière sur un espace de 5 kilomètres. Pour le reste, c'est un passeport qui est exigé.

## Zone frontière en Russie, accès aux villes fermées

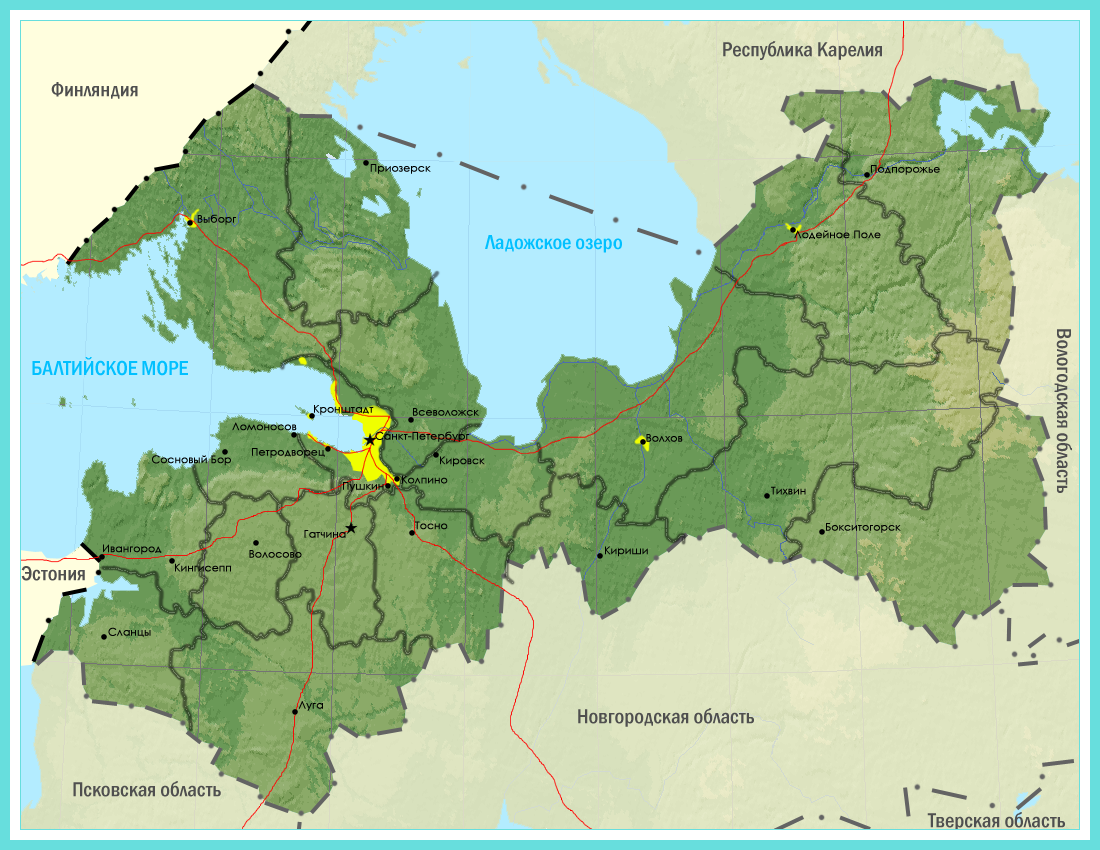
Oblast de Léningrad

Drapeau de l'oblast de Sakhaline

La zone de frontière est actuellement établie pour les 46 régions suivantes de la fédération de Russie. Dans la pratique la sévérité des exigences varie suivant les endroits : du laissez-passer spécial au passeport en passant par une absence de contrôle de fait.
Oblast de Mourmansk : une large bande du 15 km le long des frontières terrestres et maritimes, les îles de la mer de Barents, les villes et villages de Vidiaïevo, Zaoziorsk, Ostrovnoï, Poliarny, Severomorsk, Skalisti, Gadjievo, Snejnogorsk.
République de Carélie : il reste seulement une bande étroite le long de la frontière.
Oblast de Léningrad : Ivangorod, la ville de Sosnovy Bor et les berges du golfe de Finlande autour d'elle, les îles du golfe de Finlande (sauf l'île de Kotline), la bande frontière longe la Finlande et l'Estonie (où commence la ville de Svetogorsk, les villages de Kondratievo, Lesogorski, Tofianovka).
Oblast de Pskov: la ville de Gdov et le lac Tchoudskoïe, une bande de terre le long de la frontière avec l'Estonie et la Lettonie (la ville de Petchory non incluse).
Oblast de Briansk : une étroite bande le long de la frontière avec l'Ukraine qui inclut des ensembles architecturaux tels que les églises de bois dans les villages de Novy Ropsk et Stary Ropsk.
Oblast de Koursk : une étroite bande le long de la frontière.
Oblast de Belgorod : une bande le long de la frontière incluant une commune urbaine : Rovenky.
Oblast de Voronej : une bande le long de la frontière incluant une commune urbaine : Kantemirovka.
Oblast de Rostov : une bande de territoire le long de la frontière.
Kraï de Krasnodar : une bande le long de la frontière avec l'Abkhazie et des îles.

Karatchaïévo-Tcherkessie: une bande de terre le long de la crête du Caucase comprenant le village d'Arkhyz et ses vestiges archéologiques et monuments architecturaux, en amont du Kouban, région très touristique et populaire mais encore le village du Haut-Teberda, chevauchant les Dombaï (territoire de montagne) et la réserve naturelle de Teberda.
Kabardino-Balkarie : une bande le long des crêtes du haut Caucase, en ce compris l'Elbrouz. Verkhni Baksan, Verkhni Tchegem et Bezengi ne sont pas dans la zone de frontière.

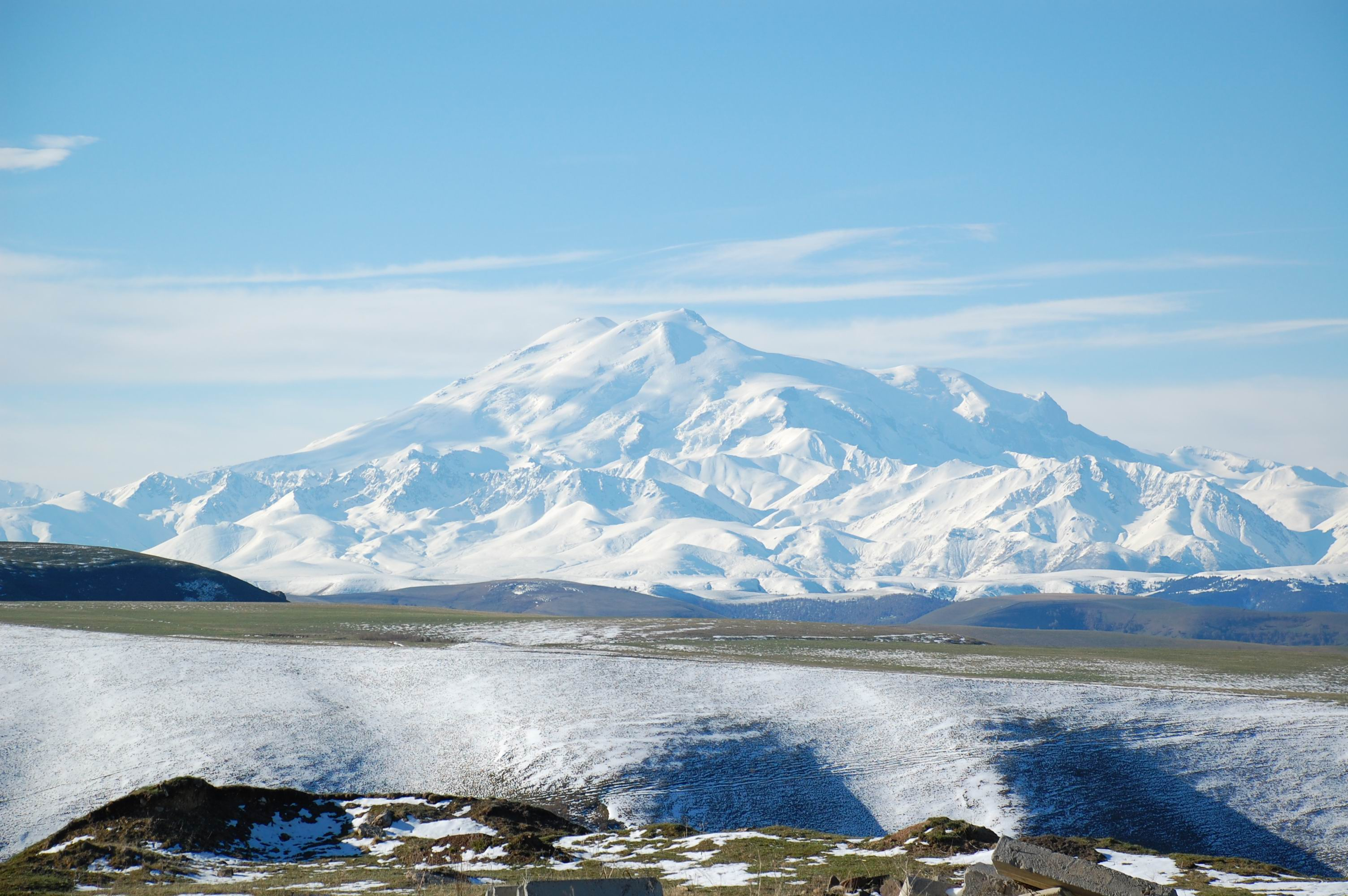
Mont Elbrouz Mai 2008

Ossétie-du-Nord-Alanie : zone de montagne jusqu'à 40 kilomètres de la frontière.
 République d'Ingouchie : la zone est en montagne le long de la frontière.
Tchétchénie : la zone est une bande montagneuse d'une largeur de 30 kilomètres de la frontière.
République du Daghestan : bande de montagne d'une largeur de 40 kilomètres, incluant, entre autres, le centre du raïon Bejta, Kidero, Akhty, mais aussi tout le littoral de la mer Caspienne, à l'exception des villes de Makhatchkala, Derbent, Izberbach, Kaspiisk et Daguestanskie Ogni.
République de Kalmoukie : littoral et îles de la mer Caspienne.
Oblast d'Astrakhan : le littoral de la mer Caspienne, la partie voisine avec le delta de la Volga, y compris les monuments et ouvrages d'art, la tour du phare dans le village de Vychka, et également une bande entre la frontière du Kazakhastan et de la voie de chemin de fer, dont la largeur se prolonge jusque Kharabalinsk à 60 kilomètres. Cette bande inclut un lieu de vacances : le mont Grand-Bogdo et le lac salé de Baskountchak.
Oblast de Volgograd : une bande le long de la frontière incluant une zone de vacances : le lac Elton.
Oblast de Saratov : une bande étroite le long de la frontière.
Oblast de Samara : l'oblast est en zone frontalière avec les zones adjacentes et des zones d'habitat rural.
Oblast d'Orenbourg : une bande de 20 kilomètres le long de la frontière jusqu'au centre du raïon la ville d'Ilek.
Oblast de Tcheliabinsk : une bande le long de la frontière à l'intérieur d'une zone rurale sur une largeur de 20 kilomètres.
Oblast de Kourgan : une bande le long de la frontière sur 10 kilomètres de large incluant des villages et le centre du raïon Zverinogolobskoïe, et Polovinnoïe.
Oblast de Tioumen : une bande le long de la frontière de 20 kilomètres de largeur incluant quelques grands lacs à l'est du kraï du lac.
Oblast d'Omsk : une bande le long de la frontière.
Oblast de Novossibirsk : une bande le long de la frontière.
Kraï de l'Altaï : une bande le long de la frontière incluant la ville de Gorniak.
République de l'Altaï : une ceinture de hautes montagnes le long de la frontière du Kazakhstan, de la Chine et de la Mongolie, englobant les Alpes de la Tchouïa, le plateau de l'Oukok et le village de Belyachi, régions touristiques réputées.
Touva : les kojuuns (« bannières ») qui se trouvent le long de la frontière mongole, Moungoun-Taïga, Oviour, Téré-Khol, Erzine et de la rivière Tes, mais aussi des zones naturelles uniques : le bassin du lac mongol d'Uvs nuur et le cours supérieur du Petit Ienisseï

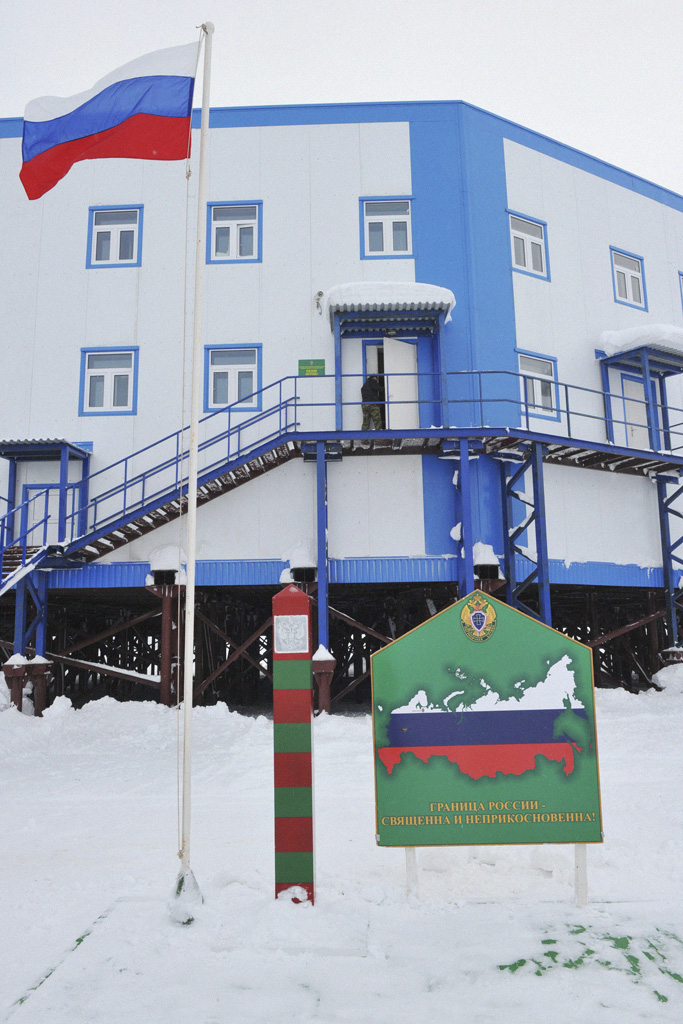
Poste du FSB sur l'île de Terre d'Alexandra

Bouriatie : une bande de 25 kilomètres de large le long de la frontière incluant les villes de Zakamensk et Kiakhta, mais aussi une partie du raïon de la Tounka (les monts Mounkou Sardyk).
Kraï de Transbaïkalie : une bande de 25 kilomètres de large le long de la frontière avec compris le centre du raïon Koura et aussi Zabaïkalsk et Priargounsk.
Oblast d'Amour : une bande entre le fleuve Amour et la ligne du chemin de fer transsibérien, à l'exception des environs de Blagovechtchensk, qui n'est pas incluse dans la zone. La largeur de la zone atteint à certains endroits 100 kilomètres.
Oblast autonome juif : une bande de terre le long du fleuve Amour y compris le centre du raïon de l'Amour et de Leninskoïe.
Kraï de Khabarovsk : une bande de terre le long de la frontière avec la Chine.
Kraï du Primorié : une bande de territoire entre le fleuve Oussouri et la voie ferrée du Transsibérien, la ville de Lessozavodsk et celle de Spassk-Dalni, les alentours du lac Khanka et une bande le long de la frontière avec la Chine et la Corée du Nord.
Oblast de Sakhaline : Toutes les îles (sauf Sakhaline), y compris îles Kouriles.
Kraï du Kamtchatka : Toutes les îles, sauf celle de l'île Béring.
Oblast de Magadan : Toutes les îles.
District autonome de Tchoukotka: formellement la zone inclut une large bande de 25 kilomètres de large le long des rives et les îles de l'océan Arctique. En réalité celle ci entoure tous les points habités de la péninsule de Tchoukotka; parmi lesquelles Anadyr et Pevek. La ville de Bilibino n'est pas comprise dans la zone. Anadyr, au même titre que Salekhard le long de l'océan Arctique mais beaucoup plus à l'Ouest ont été incluses dans la zone frontalière depuis le 1er juillet 2007.
République de Sakha ou Iakoutie: une bande les long des rives d'une largeur de 100 kilomètres maximum, incluant les communes urbaines et les centres régionaux de Tcherski, Nijneïansk et Tiksi, et aussi toutes les îles arctiques (y compris les îles de Nouvelle-Sibérie).

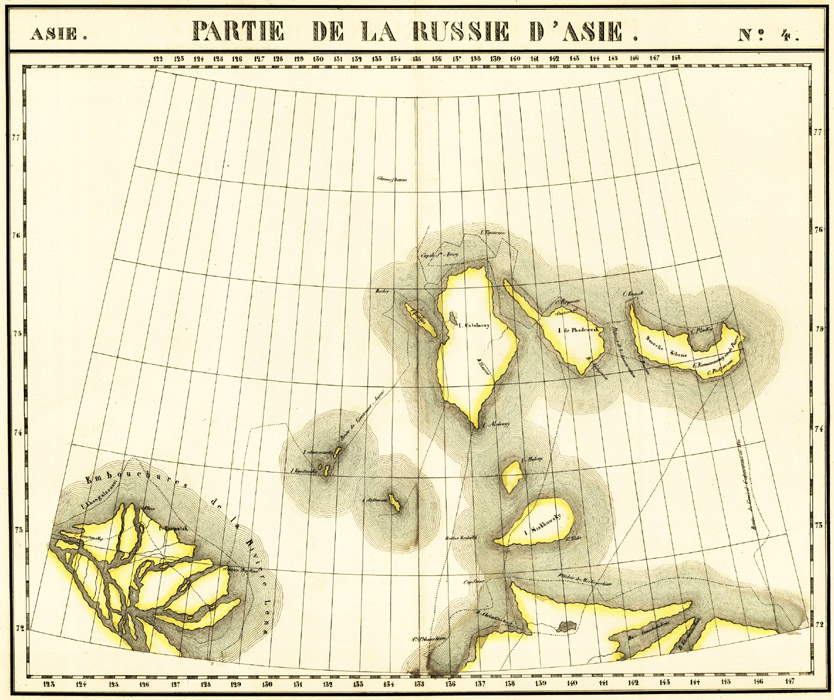
Îles de Nouvelle-Sibérie

Kraï de Krasnoiarsk : font partie de la zone frontière les zones urbaines de Dikson et Doudinka, les villages de Karaoul et Khatanga. Une grande partie du bassin du fleuve Taïmyr, à quelques centaines de kilomètres des berges. Y compris les îles de l'océan Arctique parmi lesquelles la Terre du Nord.
District autonome de Iamalo-Nénétsie : la zone frontalière court au sud de la ligne Labytnangui — Salekhard — Nadym — Novy Ourengoï, cette dernière ville comprise. C'est un immense territoire comprenant la péninsule de Iamal et la presqu'île de Gydanski, la limite de la zone passe à quelques centaines de kilomètres de la frontière.Salekhard à côté d'Anadyr, est un des deux centres de sujet inclus dans la zone frontalière depuis le 1er juillet 2007.
District autonome de Nénétsie : une bande d'une largeur de 20 kilomètres le long des rives de l'océan Arctique (qui inclut le village d'Amderma) et toutes les îles, parmi lesquelles l'île Vaïgatch et Kolgouïev.
Oblast d'Arkhangelsk : une bande le long des rives qui comprend la ville de Mezen, mais aussi toutes les îles et l'archipel de Nouvelle-Zemble et l'archipel François-Joseph. Si le décret concernant la zone dans cette région est pris à la lettre elle englobe aussi toutes les îles de la mer Blanche parmi lesquelles les îles Solovki. Le FSB a dû prendre des dispositions particulières pour ne pas inclure ces îles du fait qu'elles sont une destination touristique importante dans la région.
Oblast de Kaliningrad : une bande le long des chemins de frontière, incluant la ville de Sovetsk (Tilsit), une bande le long du fleuve Neman, Bagrationovsk (Preußisch Eylau), Mamonovo (Heiligenbeil), et encore l'isthme de Courlande et la presqu'île de la Vistule avec la ville de Baltiïsk (Pillau). Pratiquement, le cas le plus complexe est le village de Jeleznodorojni (Gerdauen), le long de la frontière avec la Pologne.

## Zone frontière avec d'autres régions
Sur les territoires de la Norvège et de l'Estonie, il n'existe pas de zone de frontière. C'est ainsi que par internet il est possible de voir des voyageurs devant les signaux de frontière norvégiens et estoniens situés à 10-15 mètres des signaux russes correspondants.

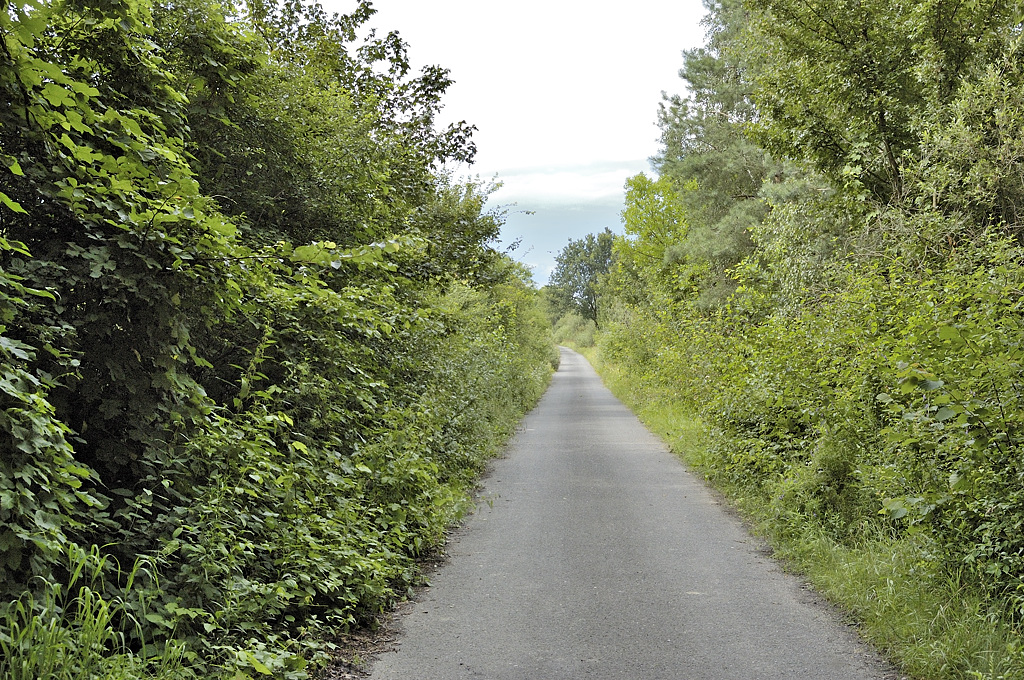
Un chemin de signalisation de ce type était utilisé à la frontière entre la Tchécoslovaquie et l'Autriche, à une distance de 400 mètres de la frontière jusque dans les années 1990, par les services frontaliers de la Tchécoslovaquie pour intercepter les contrevenants.

Sur le territoire de la Finlande, la zone de frontière est d'une largeur de 4 kilomètres sur l'eau, et de 3 kilomètres sur terre. En pratique, sur l'eau la zone atteint bien 4 kilomètres, mais sur terre elle varie de 400 mètres à 3 kilomètres dans des régions de Laponie. Quand la zone se situe près d'un village, d'un hameau intéressant pour les touristes elle ne s'étend pas à ces villages. Le point extrême de la Finlande, sur le lac Virmajärvi, est une exception puisqu'un permis y est exigé. Le lac est à cheval sur la
frontière russo-finlandaise.
Pour le territoire de la Lituanie, il existe une bande frontière de 1 kilomètre.

## Accès à la zone des frontières. Procédure et pratique
Le régime de la zone de frontière est en fait très différent d'une région à l'autre. Dans certaines régions, il existe des postes arrière du FSB renforcés de barbelés à quelques centaines de mètres des deux côtés du poste frontière. Il empêche la pénétration des immigrants illégaux. Dans d'autres régions les bureaux du FSB travaillent suivant des plages horaires sélectives : ils ferment par exemple la nuit ou encore les jours de semaine. Mais dans un nombre significatif de points de passage des frontières le contrôle est purement théorique et leur existence donne seulement le droit de punir les gens qui la franchissent, sans qu'en fait soit limitée la possibilité physique de traverser la frontière.
L'entrée dans la zone de frontière par un transport public est en fait réglementé dans de nombreux cas par la vente des billets. Certains caissiers s'abstiennent toutefois de signaler aux voyageurs l'existence d'un contrôle. D'autres n'ont aucune objection à la vente de documents de voyage ou de contrôle.
La situation peut également être différente suivant le moyen de transport utilisé. Le voyage en autobus peut être contrôle et celui en train ne pas l'être par exemple alors que la route et la ligne de chemin de fer sont parallèles.
Les services d'ordre du FSB vérifient presque toujours les personnes qui se rendent en Russie aux frontières avec l'Europe. Par contre les déplacements à l'intérieur de la Russie 
"profonde" , sans passage par une zone sont peu surveillés.
Dans certaines zones touristiques proches des frontières s'il faut disposer d'un document particulier en vertu de la loi, les responsables du FSB ferment parfois les yeux sur des écarts mineurs. Par exemple, à Saint-Pétersbourg, depuis 2000 il existe un visa multiple pour la Finlande. Depuis l'entrée de la Finlande dans l'espace Schengen il s'agit d'un visa dit "Schengen". Pour 2007, environ 600 000 visas de ce type ont été délivrés. Les habitants de Saint-Pétersbourg vont souvent en pique-nique dans la zone de frontière munis d'un passeport finlandais, mais sans aucun laissez-passer FSB. Depuis le 21 décembre 2007, le visa finlandais permet de visiter des zones frontière de l'Estonie et de la Finlande, alors que ces pays font partie de l'espace Schengen.
Entre la Russie et l'Ukraine, ainsi qu'entre la Russie et la Kazakhstan existe également un régime d'exemption de visa qui permet de visiter la zone de frontière.

## Pénalités en cas de franchissement de la zone frontière sans documents officiels
La législation pénale de la fédération de Russie n'est pas trop stricte quant aux sanctions infligées aux délinquants : les amendes prévues par le code pénal sont du même niveau que celles qui sanctionnent l'absence de port de ceinture de sécurité en voiture.
Le code pénal ne contient qu'un article relatif au franchissement illégal de la frontière de la fédération de Russie.
Le code russe des infractions administratives, par contre, contient un chapitre 18 qui est relativement étendu sur les : « Infractions administratives dans le domaine de la protection des frontières de l'État et régime de séjour des citoyens étrangers et des apatrides sur le territoire de la fédération de Russie ». En ce qui concerne la zone de frontière l'article 18.2 stipule que « la violation de la législation sur l'accès aux zones de frontière, qu'il s'agisse d'un séjour temporaire, ou d'utilisation d'un moyen de transport dans ces zones entraîne un avertissement et une amende administrative de cent à 500 roubles.»
L'article 4.5 du même code stipule que :
« Prescription des poursuites administratives :
1. La décision judiciaire en matière administrative ne peut plus intervenir à l'expiration d'un délai de deux mois après la date de l'infraction administrative". »

Les gardes-frontières doivent donc avoir le temps de présenter le dossier répressif au tribunal dans les deux mois à partir du moment où ils ont constaté une infraction d'un voyageur dans la zone de frontière. À défaut la prescription est acquise.
Les gardes frontières du FPS peuvent dès lors, rédiger immédiatement un procès-verbal d'infraction administrative. Une copie peut en être obtenue à la demande du voyageur. Aux fins de rédaction du procès-verbal une détention administrative de 3 heures maximum peut être appliquée (art 27.3.du code des infractions administratives)
Le voyageur décide lui-même s'il préfère payer l'amende immédiatement ou être déféré au tribunal.

## Opinion publique
Sous la présidence de Boris Eltsine entre 1990 et 1999 la zone de frontière de la fédération de Russie a été considérablement réduite. Mais à partir des années 2000 la conception "soviétique" des zones frontalière a refait surface. Des zones d'une largeur de plusieurs kilomètres réapparaissent, qui restreignent la liberté de circulation des citoyens et sont contraires à la pratique européenne(l'ancienne mesure de distance depuis Berlin à la frontière polonaise, soit 60 kilomètres, devient la norme, bien que Berlin ait été réunifié à la fin des années 1990).
La publication par le Service fédéral de sécurité de la fédération de Russie de ses ordonnances concernant la zone de frontière a provoqué une vague de discussions sur les forums consacrés au tourisme.
Des mesures concrètes destinées à se conformer aux décrets sont prises à partir du 1er août 2006 dans le kraï du Primorié. C'est à ce moment seulement que les décrets se retrouvent dans la presse écrite de Russie. Ils se trouvaient déjà sur Internet, mais sans avoir suscité de remous. Les médias de la capitale n'accordent pas beaucoup d'intérêt au problème. Par contre sur Internet et dans la presse locale visée par les changements, la réaction du public concerné se fait entendre. 
Les pouvoirs de beaucoup de régions de la fédération de Russie dont les budgets sont liés au tourisme manifestent leur désapprobation par rapport aux nouvelles mesures envisagées. 
Sur les serveurs des touristes et des voyageurs on constate que la mise en place de zones de frontières entrave de manière significative les voyages à destination des régions traditionnelles de tourisme (dont le raïon de Khassan et ses plages et stations balnéaires). Un consensus apparaît sur le fait que la création de zones de frontières ne renforcera pas la sécurité de l'État et de ses frontières mais élargira simplement la zone territoriale sur laquelle le Service fédéral de sécurité de la fédération de Russie limite de manière incontrôlable l'activité économique.
Dans l'Extrême-Orient russe, Sergueï Jekov, délégué aux droits de l'homme pour le kraï du Primorié adresse une lettre ouverte au directeur du Service fédéral de sécurité de la fédération de Russie lui demandant de revoir le décret relatif à la fixation de la zone de frontière du kraï. 
Dans la zone occidentale, le lobby local des amateurs de tourisme réussit à provoquer une révision des décrets relatifs à la république de Carélie et à l'oblast de Pskov.